# Vencer el miedo
Vencer el miedo – meksykańska telenowela emitowana w 2020 roku. Wyprodukowana przez Rosy Ocampo i Silvię Cano dla Televisy i emitowana na kanale Las Estrellas.

## Fabuła
„Vencer el miedo” przedstawia historię czterech kobiet w różnym wieku, których życie będzie kręcić się wokół problemów społecznych i rodzinnych, takich jak nastoletnia ciąża, molestowanie seksualne i przemoc na tle płciowym.

## Obsada
- Paulina Goto
- Danilo Carrera
- Emmanuel Palomares
- Arcelią Ramírez
- Alberto Estrella
- Jade Fraser
- Gabriela Carrillo
- Axel Ricco
- Alejandro Ávila
- Pablo Valentín
- Marcelo Córdoba
- Beatriz Moreno
- Carlos Bonavides
- Michelle González
- Geraldine Galván